# Chevilly (Loiret)
Chevilly is een gemeente in het Franse departement Loiret (regio Centre-Val de Loire). De plaats maakt deel uit van het arrondissement Orléans. Chevilly telde op 1 januari 2022 2.653 inwoners.

## Geografie
De oppervlakte van Chevilly bedroeg op 1 januari 2022 41,76 vierkante kilometer; de bevolkingsdichtheid was toen 63,5 inwoners per km².

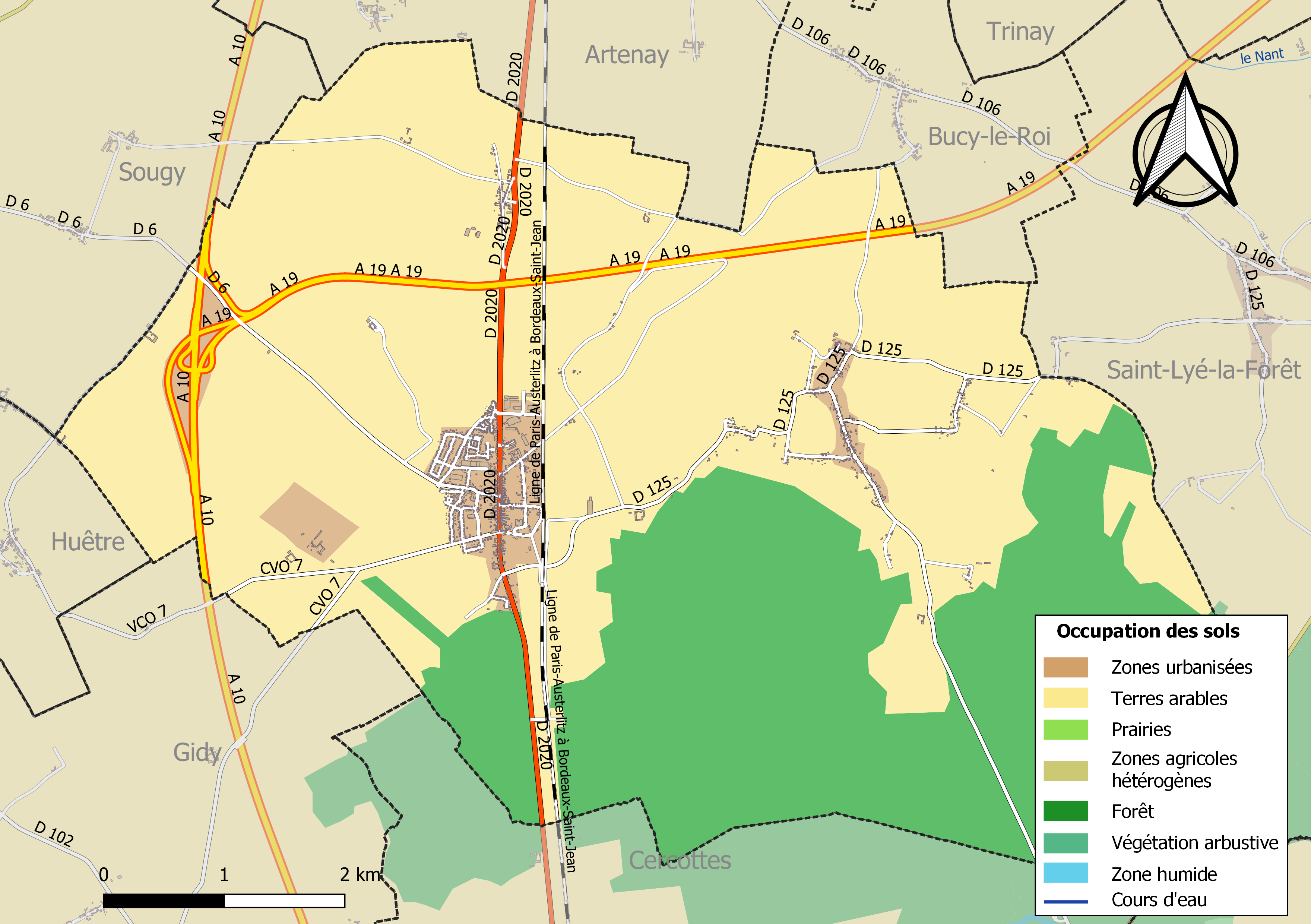
Kaart van de gemeente met de belangrijkste infrastructuur, bodemgebruik en omliggende gemeenten

## Demografie
Onderstaande figuur toont het verloop van het inwonertal (bron: INSEE-tellingen).